# Колорадо Аваланч
Колорадо Аваланч е отбор от НХЛ основан в Денвър, Колорадо, САЩ. Състезава се в западната конференция, северозападна дивизия.

## Факти
Основан: през 1972/73 в СХА; присъединява се към НХЛ през 1979 година.
Предишно име: Квебек Нордикс
Прякор: Лавините
Кратко наименование: Авс
Цветове: виненочервено, бяло, сребристо и небесносиньо
Арена: Пепси Център
Носители на купа Стенли: 2 пъти – сезон 1995/96 и сезон 2000/01.
Основни „врагове“:: Детройт Ред Уингс, Ванкувър Канъкс и Далас Старс